# Mills Glacier (glaciär i Antarktis)
Mills Glacier är en glaciär i Antarktis. Den ligger i Västantarktis. Chile och Storbritannien gör anspråk på området. Mills Glacier ligger 108 meter över havet.
Terrängen runt Mills Glacier är platt, och sluttar österut. Trakten är obefolkad. Det finns inga samhällen i närheten.